# Карахан, Николай Георгиевич
Николай Георгиевич Карахан (30 мая 1900, село Нахичеваник — 18 июня 1970, Ташкент) — советский живописец, график. Член Ассоциации Художников Революционной России, Народный художник Узбекской ССР (1960).

## Биография
Николай Карахан родился 30 мая 1900 года в крестьянской семье села Нахичеваник Шушинского уезда Елизаветпольской губернии. Имеет армянские корни.
В 1907 году семья переехала в Ташкент, где он окончил гимназию.
В 1917 году Карахан был отобран на обучение в ателье И. С. Казакова.
В 1918 — поступил в только что открытую Туркестанскую краевую художественную школу в Ташкенте, в котором учился у А. В. Исупова и С. П. Юдина.
С 1920 по 1924 г. Карахан служил в Красной Армии художником
агитационной пропаганды. Он создавал фрески, настенные плакаты и украшения зданий в армии и в сельских поселениях, а также
орнаменты для театра Красной Армии. В эти же годы Карахан начинает путешествие по земле своего региона в поисках ежедневного сближения с природой родного края.
С 1926 года Карахан становится членом Ташкентского филиала Ассоциации Художников Революционной России.
Участник выставок с 1928 года.
С 1925 по 1934 год Николай Карахан преподает рисование в Туркменском Педагогическом техникуме, а с 1934 по 1941 ведет курс живописи в Ташкентском художественном училище.
В начале 1930 года художник вступает в Союз художников Узбекистана и входит в его организационный комитет. Принимает активное участие в
деятельности Союза.
Николай Карахан стоял у истоков подготовки и организации первых художественных выставок в Республике.
В 1930х годах в его творчестве все больше появляются образы человека труда — работа на хлопковых полях, на строительных площадках, у заводских
станков. В длинном ряду социальных тем преобладают сцены политического возвышения, окрашенные теплыми тонами эмоциональной
симпатии.
В 1939 году Николай Карахан принимает участие в оформлении фресками павильона СССР на Всемирной выставке в Нью-Йорке, «Мир завтрашнего дня», которую посетило около 44 миллионов человек.
В годы Второй Мировой Войны, вместе с членами Союза
художников Узбекистана, Карахан играет важную роль в патриотической агитации на улицах Ташкента. Он принимает участие в
организации промышленных и сельскохозяйственных выставок.
В эти годы он создает целую серию работ на тему «Узбекистан в годы
Великой Отечественной войны».
С 1941 года Карахан окончательно оставил преподавание,
чтобы отдать себя целиком живописи. Он принимал участие во всех республиканских и многих выставках союзного значения. Престиж и
известность художника росли.
С 1950х годов Николай Карахан был назначен на пост председателя художественного фонда Узбекистана и вошёл в Совет художественного фонда СССР.
В июне 1960 года Карахану было присвоено высокое звание Народный художник УзССР.
Художник умер в Ташкенте в 18 июня 1970 года во время работы над его
последней картиной «Дорога домой».

## Память
В мае 2017 года в Государственном Пушкинском музее были представлены работы художника на
выставке «Шедевры Нукуского музея».

## Музеи
Работы Николая Карахана находятся в: 
- "Музее Востока"
- "Государственной Третьяковской галерее"
- "Художественном музее им. И. В. Савицкого" (Узбекистан)
- "Государственном музее искусств Узбекистана" (Ташкент)
- "Самаркандском государственном музее-заповеднике" (Узбекистан)
- "Бухарском государственном музее-заповеднике" (Узбекистан)
- "Российской государственной художественной галерее" (Севастополь)
- "Национальном художественном музее Республики Саха (Якутия)"

Работы Карахана также находятся в региональных музейных собраниях и в частных коллекциях в России и за рубежом.